# لوکاش واخا
لوکاش واخا (چکی: Lukáš Vácha؛ زادهٔ ۱۳ مهٔ ۱۹۸۹) بازیکن فوتبال اهل جمهوری چک است.
از باشگاه‌هایی که در آن بازی کرده‌است می‌توان به باشگاه فوتبال اسلاویا پراگ، باشگاه فوتبال باومیت یابلونتس، باشگاه فوتبال اسپارتا پراگ، باشگاه فوتبال اسلوان لیبرتس، و باشگاه فوتبال بانیک استراوا اشاره کرد.
وی همچنین در تیم‌های ملی فوتبال زیر ۲۱ سال جمهوری چک و جمهوری چک بازی کرده‌است.